# 行政法
行政法（ぎょうせいほう）とは、行政特有の活動について、私人相互の関係とは異なる規律をする法である。

## 概説
行政法とは「行政に関する法」あるいは「行政に特殊固有な法」をいう。行政法は「民法」や「商法」のように単独の法典が存在しているわけではなく行政に関連する法律の総称をいう。
行政の定義については行政#行政法学上の定義参照。

### 行政と法
行政の観念は元来は法と無関係であった。治山・治水・都市造成など政策の実施は国家の成立とともに行われてきたもので法律の根拠が必要とされていたわけではない。近代以前の行政は法が支配しているわけではなく、人の支配による専断的な政治が行われており、封建領主や専制君主は一方的に行政を執行していた。
法治主義（ほうちしゅぎ）とは、「国家のあらゆる社会活動は、法に従わなければならない」という原則をいう。したがって、行政における法治主義（法治行政の原理（ほうちぎょうせいのげんり））は、行政活動は、その担当者の恣意や行政部外者からの圧迫（暴行や脅迫等を含む）によってではなく、客観的な法に従って行わなければならないという一種の規範的要請を意味する。
法治行政の原理はドイツを中心とする大陸法系諸国で発達した。法治行政の原理でいう「法」は立法府の制定する法律を意味し、法律によって行政の恣意や専断を防ぐという趣旨に基づく。法律による行政の原理は、次の3つの原則からなる。
- 法律の法規創造力
国会で制定する法律だけが、国民の権利義務に関する規律である法規を創造出来る。
- 法律の優位
法律が存在する場合には、行政作用が法律に違反してはならない。
- 法律の留保
一定の行政作用については、法律の根拠がなければならない。

一方、アングロサクソンの英米法系の諸国では法の支配の原理が発達したが、法の支配でいう「法」では判例法が重視され、判例法により立法権や行政権がコントロールされるとともに適正手続の保障を重視する。

### 行政法の特質
ローマ法以来の伝統的な立場では法は私法と公法に分けられ、行政法は公法に属すると考えられてきた。国などの行政主体が私人に公権力を行使する権力関係は、私人間の利益の調整と配分を目的とする私法とは全く異質のもので公法的な色彩が最も顕著に表れる。また、非権力手段によって行政作用が行われる非権力関係においても、それが公益の目的を持つ限り私法の適用は排除または修正されると考えられている。
一方、英米法ではコモン・ロー(common law)のもとで国などの行政主体か私人かを問わずに共通に適用される一般法的地位にある。

### 行政法学
行政法学（）は、行政法をはじめとする行政活動に対する法的規律のあり方を研究する学問である。歴史的には、行政権の権力行使を法的に制限しようとする発想が基礎にあった。
伝統的な行政法学は、行政法の特質を、「公益保護の見地から私人相互間の利害調整（私法）を超える特殊な規律を定めること、さらに、その目的達成のために公権力の行使を認めること」に求めていたが、現代の行政法の内容は、こうした公益優先性や公権力性に尽きるものではなく、行政活動の手続・説明任（行政手続法、情報公開制度）、行政活動に伴う特別の負担に対する救済（行政救済法）、社会福祉の向上（社会保障行政）、私権相互間の利害調整（筆界特定制度など）といった分野にまで及んでいる

## 行政法の歴史

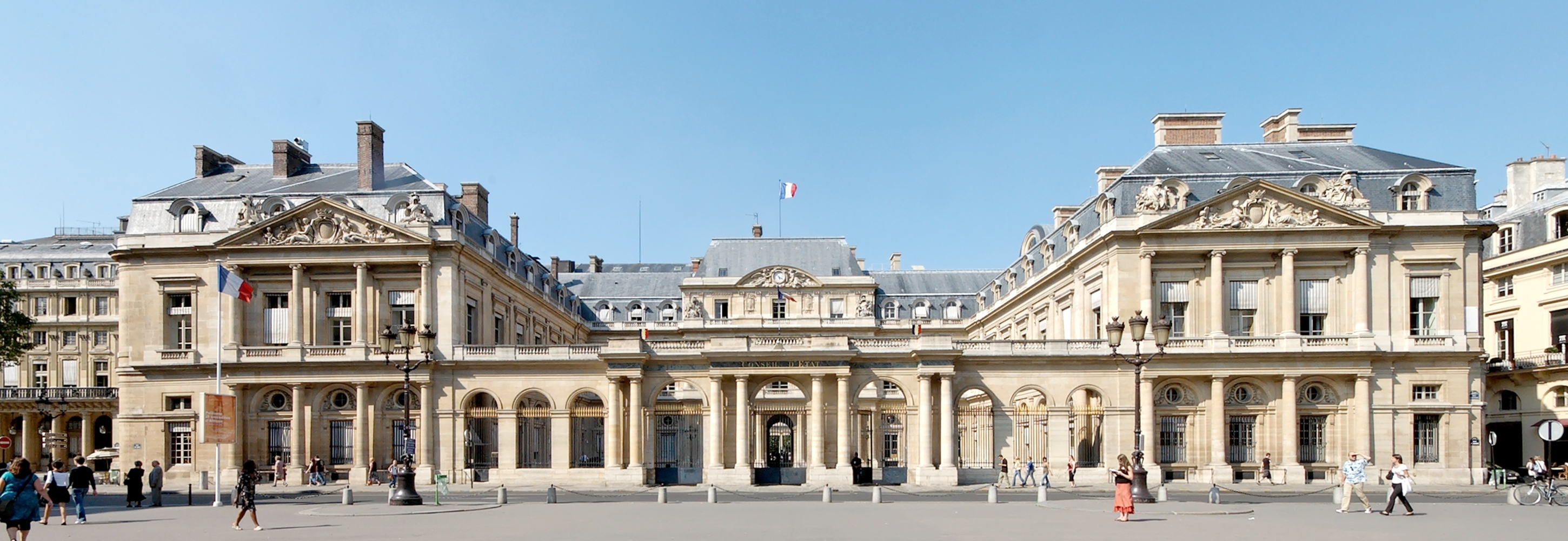
フランスの行政裁判所の最高裁判所にあたるコンセイユ・デタ(Conseil d'État)。

近代的行政法の発祥の地は、フランスである。フランスなど大陸諸国の警察国家では、絶対王政のもとで官僚制と常備軍を整え、君主は法の拘束力を受けることなく強大な公権力を発動、国家を統合していた。例外として財産取引の主体として経済取引に関与する場合は一般市民と同じ私法に服していた。
やがて、市民階級が経済的に台頭すると、君主が無制限に行政権を発動することに対して反発が強まる。彼らにより行政活動を法により規律する必要性が認識され、フランス革命などの市民革命を経て、市民によって選ばれた議会で制定された法によって行政権を縛ろうとした。
このように全能とみなされていた君主の行政権を制約しようとするところからスタートしているため、大陸の行政法は行政の国民に対する優越を前提としてする独自の法体系＝行政法が形成された。
そして、行政の自立と擁護のために、通常の司法裁判所とは別に「行政裁判所」が行政内部に作られた。コンセイユ・デタを頂点とする行政裁判権が蓄積してきた判例と、それを体系化しようとする学説の努力とによって、行政法の諸理論が発達していった。このような行政裁判所は他の大陸諸国にも波及し、後に日本など他の地域の司法制度にも影響を与えることになる。そして、この特別な裁判所の存在が公法と私法を分ける根拠にもなった。
ただ、アメリカ合衆国やイギリスをはじめとするコモン・ロー法系の諸国では、若干様相が異なる。イギリスでは、行政組織が発達する以前からコモン・ローが権威を獲得しており、行政が行動する際に用いるのは、特例を定める制定法がない限り、コモン・ローの手続であって、行政作用に固有の法制というものは存在しない。
明治維新後の日本は自国の法典を作るにあたり、フランスの行政法も参考にしていたが、初期の行政法は未完成な一面があった。 大日本帝国憲法は司法裁判所とは別に行政裁判所を設け（61条）、公権力の発動によって生じる紛争をこの行政裁判所が、私法とは異なる独自の理論（公法原理）に基づいて処理した。ただ、行政が私人と同等の立場で行う取引は通常の司法裁判所が担当した。第二次世界大戦後、日本国憲法は行政裁判所を廃止し、行政と国民の間で生じる紛争も司法裁判所が管轄するようになる。

## 日本法における行政法

### 行政法の法源
行政法の法源。法源は複数存在し、以下のような法が挙げられる。
成文法
行政法は成文法主義を採っている。これは国民の予測可能性を保証し、法律やその委任に基づく法に従うことで国民主権・国会中心主義の要請にこたえるためである。また、行政運営が複雑で専門的であることも成文法が必要とされる理由である。
憲法
憲法典で行政について定める部分は行政法源となり、行政はそれに違反することができない。
法律
国民の権利義務に関わる国の一切の法規は、「国の唯一の立法機関」である国会（日本国憲法41条）が定めた法律によって定めなければならない。このことを「法律が法規創造力を独占する」という。
命令
国会制定法（法律）に対して、行政権が定立する法。政令・内閣府令・省令・規則など。法律の規定に要請がある場合のみ、行政機関は命令を制定できる。行政法の法源となりうる命令には、法律執行に必要な細則を定める執行命令、法律の個別具体的な委任に基づいて法律の内容を補完する委任命令がある。
条約
日本国憲法は国際法規を「誠実に順守すること」を要求しており（98条2項）、公布されると国内法に転換し、国内行政に関して自立執行性のある具体的な定めがあれば行政法源となる。批准された条約は形式上法律に対して優位に立つ。
条例
地方公共団体の議会が自主的に制定する法規たる定め。憲法94条が根拠になっている。 
規則
地方公共団体の長（首長）が制定する法規。首長の権限に属する範囲内の事務において制定できる。条例の細則を定めたものも多い。
不文法
成文法の空白部分を埋め、解釈を補完する役割を果たす。
慣習法
法的確信を得て法的ルールと信じられるようになった慣習。行政法においては成立する余地が少ない。認められる場合も法的確信（正義感）が根拠となる必要があり、違法な慣習は慣習法とはなりえない
「地方的民衆的慣習法」
民衆の間に確立・定着した慣習法。水利権など。行政はこうした慣習を尊重する必要がある。
「行政先例法」
行政で行われている先例が人々の間で法と信じられているもの。官報による法律の公布など（2014年現在、官報によって法律が公布されるという実定法上の根拠はないが、慣習法によって承認され、判例もこれを認めている。）。
判例法
同一内容の判決が繰り返され、法として承認されたもの。
条理
法の一般原則。名分上の根拠があるとは限らないが、一般に正義にかなう普遍的原理と認められている諸原則。平等則・比例原則・禁反言の原則・信義則・手続き的正義の原則など。行政はこれらの原則を守る必要がある。
なお、訓令・通達は形式上、行政組織内部での規範（行政規則）に過ぎず、行政法の法源とはなりえない。しかし、実務の上では必要性が高く大きな影響力を持っているため、現代行政を「法律による行政」ならぬ「通達による行政」と揶揄することもある。

### 行政法の分類

#### 行政組織法
行政主体に関する法。国家行政組織法、内閣法、地方自治法、国家公務員法、地方公務員法などである。

#### 行政作用法
行政作用に関する法。行政代執行法、警察官職務執行法、土地収用法、財政法、会計法、国税通則法、国税徴収法、行政手続法などである。

#### 行政救済法
行政救済に関する法。国家賠償法、行政不服審査法、行政事件訴訟法などである。

## 英米法における行政法
英米法では政府の行政活動を統制する法の一部門を行政法という。
英米法においては行政法が成立する以前にコモン・ローが権威を獲得していたため、行政法の特質や、そのような特質のある規律を受けるに値する行政とはいかなる活動か、といった議論は大陸法系におけるほど重要ではない。例えば、あるアメリカ行政法の教科書は、行政や行政法の定義からではなく、行政にはいかなる権限が与えられ得るかという問題から説明を始めている。
英米法での行政法は、行政機関に与えられた権限に関する法、行政機関の権限行使に課される要件に関する法、不法な行政活動に対する救済に関する法の3分野からなる。